# ブロードバンドセキュリティ
株式会社ブロードバンドセキュリティ（英: BroadBand Security,Inc.）は、日本の情報通信企業。ITセキュリティソリューションサービスを提供する。

## 概要
情報技術分野におけるコンサルティング、脆弱性診断、情報リスクアセスメント、セキュリティ監視、セキュリティインシデント緊急対応、サイバーフォレンジック、情報提供、標的型メール訓練などの教育訓練、PCI DSS準拠支援、プライバシーマーク認証支援、セキュアメールASPなどのサービスを提供する。
2000年に、株式会社インターネット総合研究所、日本電気株式会社、松下電器産業株式会社の出資により設立された、株式会社ブロードバンド・エクスチェンジを前身とし、後に株式会社IRIコミュニケーションズと合併して、株式会社IRIコミュニケーションズとなり、2006年に現社名、株式会社ブロードバンドセキュリティとなり、現在に至る。

## 沿革
- 2000年11月、株式会社ブロードバンド・エクスチェンジ (BBX) 設立 (資本金１億円)
- 2004年10月、株式会社ブロードバンド・エクスチェンジと株式会社IRIコミュニケーションズが合併。株式会社IRIコミュニケーションズに社名変更
- 2004年10月、大阪支店設立
- 2006年5月、株式会社ブロードバンドセキュリティに社名変更
- 2006年6月、本社移転 (東京都新宿区)
- 2007年6月、情報セキュリティマネジメントシステムの国際認証規格「ISO/IEC 27001:2005」の認証を取得
- 2007年10月、財団法人日本情報処理開発協会の「プライバシーマーク」の認定を取得
- 2008年5月、クレジットカードセキュリティ国際基準PCI DSSの認証監査機関「QSAC」の認定を取得
- 2009年2月、セキュリティ事業に特化する為、BEXサービスを事業譲渡
- 2012年2月、トリニティーセキュリティーシステムズからセキュリティ診断事業を譲受
- 2012年3月、韓国支店設立
- 2012年4月、大阪支店移転 (大阪府大阪市)
- 2016年4月、名古屋支店開設
- 2016年8月、PCI DSSのP2PE認証監査機関「QSA (P2PE)」の認定を取得
- 2017年12月、天王洲オフィス開設
- 2018年9月、東京証券取引所　JASDAQ（スタンダード）市場に上場
- 2019年12月、天王洲オフィス開設

## 主なサービス
- セキュリティ評価／コンサルティング
  - セキュリティ・アドバイザリ
  - リスクアセスメント
  - テレワーク環境情報リスクアセスメント
  - ネットワーク機器設定診断
  - 無線 LAN調査サービス
  - CSIRT構築支援／運用支援
  - セキュリティログ分析／活用支援
- 教育／情報提供
  - 脆弱性情報提供
  - 標的型攻撃メール訓練
- セキュリティ認証取得・準拠支援
  - PCI 準拠支援／オンサイト評価
  - PCI 準拠維持支援
  - PCI DSS準拠支援ソリューション
  - ISO27001／プライバシーマーク認証取得支援
- 脆弱性診断
  - AWSセキュリティ設定診断
  - WEBアプリケーション脆弱性診断
  - パブリッククラウド向け脆弱性診断
  - データベース診断
  - ネットワーク脆弱性診断
  - スマホアプリ脆弱性診断
  - ソフトウェア品質分析診断
  - SAAS型ソフトウェア品質自動分析診断
- 脆弱性診断保守
  - WEBサイトコンテンツ改ざん検知
  - デイリー自動脆弱性診断
- 緊急対応支援
  - 緊急対応サービス
  - デジタルフォレンジック
- セキュリティ運用
  - インターネット分離クラウド
  - マネージドセキュリティ
  - WAF運用
  - モダンマルウェア検知
  - Splunk運用／分析
  - Splunk自動遮断連携サービス
  - エンドポイントセキュリティ
- セキュアメールASP
  - AAMS